# La Visite à la nourrice
La Visite à la nourrice est un tableau réalisé par le peintre français Jean-Honoré Fragonard vers 1775. Cette huile sur toile est une scène de genre qui représente un couple de jeunes parents et ses trois premiers enfants visitant en famille le dernier né alors qu'il sommeille, sa vieille nourrice assise à son chevet. Probablement une illustration de la nouvelle Sara Th. et l’Abenaki, de Jean-François de Saint-Lambert, l'œuvre est conservée depuis 1946 à la National Gallery of Art, à Washington, aux États-Unis.